# Шигеру Егами
Шигеру Егами (Shigeru Egami) е японски каратист, един от най-ранните ученици на Гичин Фунакоши и остава неговият най-лоялен и верен последовател.
Роден е в Япония, префектура Фукуока, през 1912. Егами среща майстора на 18-годишна възраст, когато започва да учи в университета Waseda. Преди това се занимава с джудо, кендо и айкидо. Оттогава Егами следва Фунакоши навсякъде, заедно с неговия син Йошитака Фунакоши и Takeshi Shimoda, като демонстрират карате навсякъде из Япония, опитвайки се да го направят обществено достояние. Преподава и в няколко университета. Избран е от Фунакоши за член на Evaluation комитет, най-младият инструктор удостоен с тази чест.
През 1935 г. ученици на Фунакоши основават асоциация, наречена Шотокай (Shotokai) с цел подпомагането на техния учител, на която втори председател през 1958 (тогава умира първият ѝ председател – самият Фунакоши, който запазва само този пост чак до смъртта си) става Геншин Хирониши (Genshin Hironishi), а Егами е главен шеф-инструктор. Погребението на Фунакоши се подготвя изцяло от Шотокай организацията и на нея не присъстват членове на Японската Карате Асоциация (ЯКА).
Шотокай поема по друг път, различен от ЯКА, която също е водена от ученици на майстора, много от които обаче са били далеч от него през войната и според Шотокай се развиват все по-далеч от оригиналното учение. Външно техниките и на двете организации не са много различни, но дребните детайли стават все по-значими с времето. Като цяло Егами тренира в по-ниски позиции със свободни, ненакъсани, меки, флуидни движения, без напрежение.
След смъртта на неговия учител, Шигеру Егами започва своята мисия да промени репутацията на карате, което е считано за „смъртоносно бойно изкуство“ – цел, която е имал и самият Фунакоши приживе. Неговата идея е да извади на показ и наблегне на карате като начин на борба със себе си. Според него с тежки, самопожертвувателни тренировки, може да се постигне различен философско и нравствено гледище, което да се използва широко във всички области на живота. Съществената идея е самоизява извън обикновеното бойно умение. В съответствие с това Егами премахва много възгледи, като победата в съревнование, сменяйки ги с търсенето на физическа и духовна хармония, като се цели постигане на баланс в човешката природа посредством практиката на карате. Той никога не прави компромис с това свое схващане и избягва всяка форма на тренировка, ориентирана към спорта и победата над противник в битка. Една такава практика би изместила много духа и фокуса на карате и изкуството никога няма да може да се разбере изцяло по този начин – винаги ще си остане просто метод за победа в боя. Егами винаги се придържа към некомерсиализиране на изкуството, поставяйки ударение на задълбочено и упорито практикуване години наред до достигане на вътрешната същност на карате и проникване в неговата философия.
В късните си години Егами страда от много болести, като церебрална емболия поставя на голямо изпитание неговата сила, а в определен момент той тежи само 37 килограма.
На 8 януари 1981 г. пневмония слага край на живота му. Всичките тези болести поне частично може да се дължат на прекалено изтощителните натоварвания и безкомпромисни тренировки, на които подлага своето тяло, и така е рискувал здравето си в опит да добие универсално познание.